# Municipio de Villa Purificación
El municipio de Villa Purificación es uno de los 125 municipios que conforman el estado de Jalisco, de la Región Costa Sur, su cabecera es la localidad de Villa Purificación.

## Historia
A la llegada de los españoles, Purificación pertenencia a una pequeña provincia poblada por indios procedentes de Saulam, o Sayula, formada por los poblados de Tenzitlán, Xirosto, Judío, Pampochin, Amborí, La Silla, Cuxmalán, Carrión y Melahuacán como cabecera.
La conquista de esta región se debe a Francisco Cortés de San Buenaventura, en el año de 1525, quedando dentro de la provincia de la Nueva España. Nuño Beltrán de Guzmán lo despojó de estas tierras y las anexó a la Nueva Galicia. En 1535 envió al capitán Juan Fernández de Híjar y Sellán a la provincia del Tuito y Coronados para que buscara un lugar con el fin de fundar una villa. Procedente de Compostela, Nuño de Guzmán fundó la Villa de Purificación el 2 de febrero de 1533 en el valle de Tecomatlán, y la primera capilla que hubo en el ahora estado de Jalisco. El título de alcalde mayor se lo confió a Juan Fernández de Híjar, y de la aldea nueva a Martín de Rifarache.
Fueron fundadores y vecinos el capitán Cristóbal de Oñate, Domingo de Arteaga, Geronimo de Arciniega, Alfonso de Castañeda, Juan de Arce, Mateo Pascual, Tomás Gil, Andrés Lorenzo, Martín Sánchez, Bartolomé Pérez, Rodrigo Pérez, (su hijo), Diego Villegas, Juan de Villalva y Juan Rollón, entre otros. El que muchos de éstos fueran de linaje distinguido hizo decir al historiador neogallego que Purificación «hoy es una villa muy corta: sus habitantes cuanto tienen de nobleza abundan de necesidad». Los naturales recibieron bien a Híjar, pero cuando vieron que construía cosas, repartía tierras y daba un carácter permanente a su ocupación, trataron de rebelarse, teniendo el alcalde que apelar a las armas repetidas veces para sostenerse.
En 1650 una terrible peste o matlazahue asoló a la región y exterminó a miles de aborígenes. De la punta de Chamela, llamada por los peninsulares “de Juan Gallego”, en la víspera de todos los Santos de 1542 partió a la expedición de Ruy López de Villalobos a las Filipinas.
A principios de 1872, Porfirio Díaz desembarcó en Manzanillo, Colima y se refugió en Chamela. Huía de Juárez por motivo del Plan de La Noria. En compañía del coronel Pedro A. Galván estuvo oculto en el cerro de Huehuentón. Los aborígenes de Jocotlán, que a principios de siglo se granjearon merecida fama de asesinos y salteadores de caminos, fueron castigados por las autoridades de La Villa. Como venganza se hicieron villistas durante la Revolución.
En 1914 quemaron y saquearon Purificación los indios de Jocotlán; al frente de ellos iba Pedro Zamora. El 26 de septiembre de 1871 por decreto número 243, Purificación fue erigido en municipio. El 31 de marzo de 1883 se deroga tal decreto y la población se subdivide en 4 comisarías políticas y judiciales. Hasta el 22 de septiembre de 1888, vuelve a recobrar el título de municipio por decreto número 318.

## Descripción geográfica

### Ubicación
El municipio se encuentra situado al suroeste del estado en las coordenadas 19° 34’ 59’" a los 20° 02’ 10" de longitud norte y a los 104° 23’ 30" a los 105° 03’ 30" de longitud oeste; a una altitud de 458 metros sobre el nivel del mar.
El municipio colinda al norte con los municipios de Tomatlán y Ayutla; al este con los municipios de Ayutla, Autlán de Navarro y Casimiro Castillo, al sur; con los municipios de Casimiro Castillo y La Huerta; al oeste con los municipios de La Huerta y Tomatlán.

### Topografía
La mitad de su superficie está conformada por zonas semiplanas (51%) compuestas por laderas y lomas en las que se registran alturas que van de los 650 a los 800 metros sobre el nivel del mar; le siguen en proporción las zonas accidentadas (40%), ya que por su territorio atraviesa la Sierra, con elevaciones que van desde los 800 hasta los 1800 metros sobre el nivel del mar. En menor proporción se encuentran las zonas planas (9%), con alturas que van de los 400 a los 650 metros sobre el nivel del mar.
Suelos. El territorio está constituido por terrenos del período triásico y jurásico. La composición de los suelos es de tipos prodominantes Feozem Háplico abundante en la parte más céntrica del municipio, con adiciones de Cambisol Éutrico y Regosol Dístrico; en casi todo el resto del municipio, al poniente, los suelos son Regosol Éutrico, adicionado con Cambisol Éutrico y Litosol (roca o tepetate), en el sureste del municipio y lindando con La Huerta hay una mancha de luvisol, adicionado en algunas partes con litosol.
El municipio tiene una superficie territorial de 193.761 hectáreas, de las cuales 9.730 son utilizadas con fines agrícolas, 98.816 en la actividad pecuaria, 74.800 son de uso forestal, 317 son suelo urbano y 10,098 hectáreas tienen otro uso. En lo que a la propiedad se refiere, una extensión de 110.280 hectáreas es privada y otra de 39.449 es ejidal; 44,032 hectáreas son propiedad comunal.

### Relieve
Topografía.- Por su territorio pasan las estribaciones de la Sierra de Cacoma, que ocupa menos de la mitad de su superficie de zonas accidentadas, con elevaciones que van de los 800 a los 1,800 metros; más de la mitad es de terrenos semiplanos, compuesto por laderas de la sierra y lomas, en las que se registran alturas de los 650 a los 800 metros; y en menor proporción se encuentran las zonas planas, con alturas que van de los 400 a los 650 metros sobre el nivel del mar.

### Hidrografía
Sus recursos hidrológicos son proporcionados por los ríos: San Nicolás, que divide al municipio al poniente con Tomatlán; el río Purificación, que casi parte el municipio en dos mitades, de norte a sur; los ríos menos caudalosos, pero permanentes, como: Amborín, Jirosto, Higuerillas, Jocotlán y Cimarrones; por gran cantidad de arroyos permanentes y temporales, entre los principales están: Los Laureles, Naranjo, palmar, limoncito, Verónica, Deihuatl, San Miguel y Las Conchas; además de las presas de Las Tablazas y El Chifón.

### Clima
El clima es muy húmedo, con otoño, invierno y primavera secos, y cálidos, sin cambio térmico invernal bien definido. La temperatura media anual es de 25°C, con máxima de 32 °C y mínima de 17 °C. El régimen de lluvias se registra en los meses de junio, julio y agosto, contando con una precipitación media de 1,972.7 milímetros. El promedio anual de días con heladas es de 1.

### Recursos naturales
La riqueza natural con que cuenta el municipio está representada por 74.800 hectáreas de bosque donde predominan especies de pino y encino, principalmente.
Sus recursos minerales son yacimientos de cobre, oro, plata y granito.

### Flora y fauna

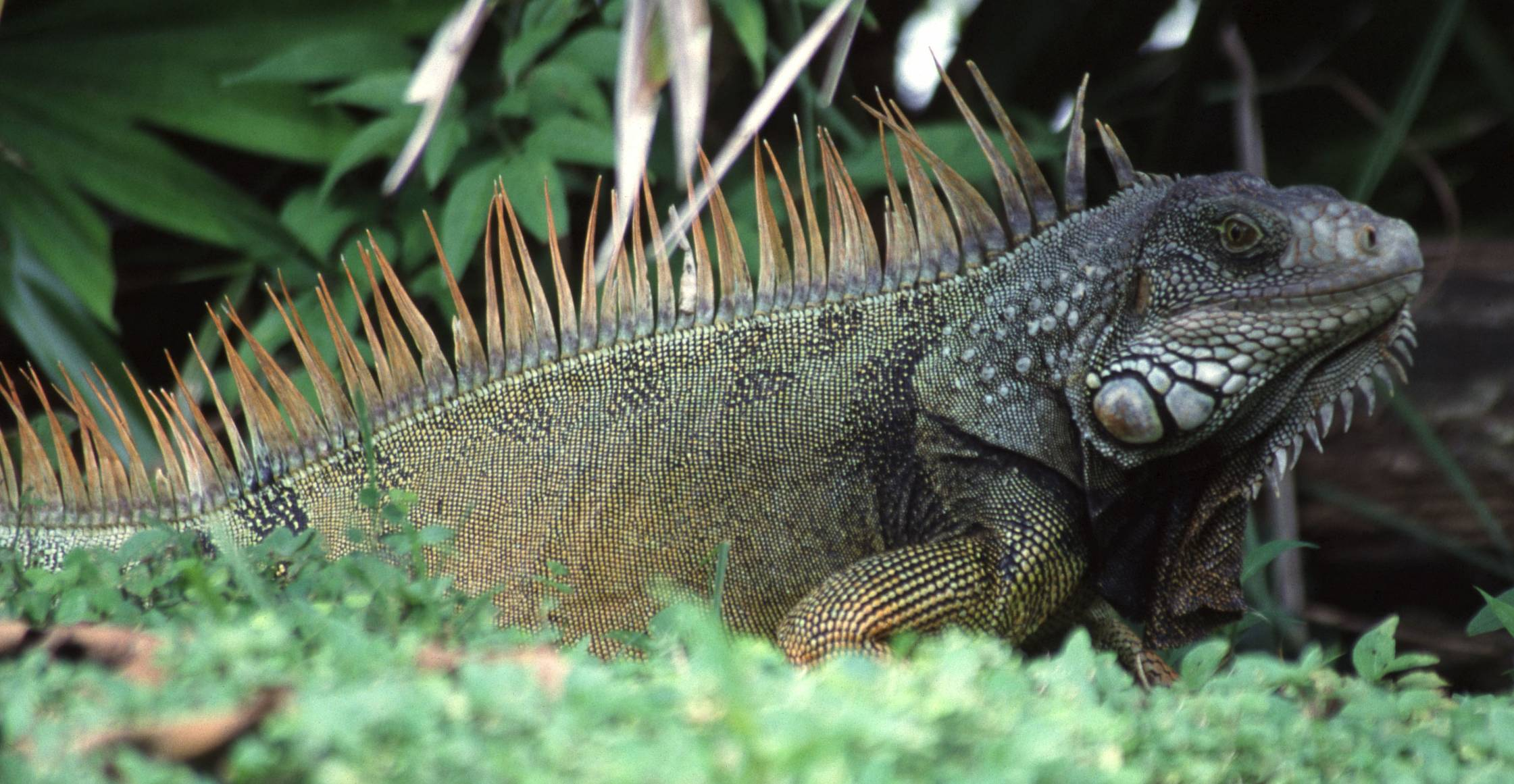
Fauna del municipio.

Su vegetación se compone básicamente por bosques cubiertos de pino y encino, caducifolia y matorral subtropical.
La liebre, el conejo, el coyote, el venado, el armadillo, el tlacuache, la iguana y diversas aves habitan esta región. También hay muchos escorpiones.

## Demografía

### Localidades
En el censo de 2020 el municipio de Villa Purificación contaba con 135 localidades.
| Código INEGI      | Localidad          | Población (2020) |
| ----------------- | ------------------ | ---------------- |
| 140680001         | Villa Purificación | 5 965            |
| Otras localidades | Otras localidades  | 5 338            |
| Total municipal   | Total municipal    | 11 303           |

## Economía
- Ganadería: se cría ganado bovino, porcino, ovino y caprino. Además de aves y colmenas.

- Agricultura:  destacan el maíz, sorgo, frijol, arroz, sandía, caña de azúcar, tomate y chile.

- Comercio: se cuenta con establecimientos que venden artículos de primera necesidad y los comercios mixtos que venden artículos diversos.

- Servicios: se prestan servicios financieros, profesionales, técnicos, comunales, sociales, personales, turísticos y de mantenimiento.

- Medios de comunicacion: transmite radio radio ranchito, emisora por internet.

## Cultura y turismo
Monumentos Históricos
Arquitectónicos:
- Parroquia de la Candelaria.

La Parroquia de la Candelaria, al frente se encuentra el atrio muy maltratado y descuidado con barda de arcos invertidos y cuatro accesos, el principal con arco deprimido, flanqueado por pares de columnas y pilastras; arriba, remates de jarrón.
La portada es sencilla, de un cuerpo, en cantera con arco de medio punto moldurado y en las enjutas medallones con relieves vegetales; a los lados, pilastras que sostienen un entablamento. Tiene dos torres de dos cuerpos; el primero con vanos de arco de medio punto y el segundo con vanos rectangulares. El interior tiene planta de una nave, bóvedas de arista con nervadura, retablo principal neoclásico y retablos laterales flanqueados por arcos trilobulados ojivales; hay dos pinturas sobre tela que datan de 1946.
Artesanías
- Elaboración de: huaraches, sillas de montar, muebles y alfarería.

Parques y reservas
- Sierra Madre del Sur.
- Sierra de la Silleta.
- Mirador del cerro de la cabra.

Sitios históricos
- Petroglifos en Chacala.
- Templo de Nuestra Señora de la Candelaria.
- Petroglifos en la pitajaya.

## Fiestas
Fiestas civiles
- Feria taurina. Inicia el domingo de resurrección.

Fiestas religiosas
- Fiesta en honor de la Virgen de la Candelaria, del 24 de enero al 2 de febrero.
- Fiesta en honor de la Virgen de la Salud de Jirosto del 6 al 15 de agosto.
- Fiesta en honor de la Virgen de la Asunción de Estancia de Amborín del 6 al 15 de agosto.

## Personas destacadas
- Olivia Zúñiga Correa (1910-1990), poetisa y novelista.
- José Amador Velasco Peña (1856-1949), IV Obispo de Colima (1903-1949).
- Concepción "Concha" Michel (1899-1990), cantante, compositora, activista, dramaturga e investigadora.

## Gobierno

### Presidentes municipales
| Presidente municipal            | Período               | Partido político | Notas |
| Rosa Ofelia García Pelayo       | 01-01-1983–31-12-1985 | PRI              | |
| Crescencio Michel Michel        | 01-01-1986–31-12-1988 | PRI              | |
| Ramón N. Pelayo Pelayo          | 01-01-1989–1992       | PRI              | |
| Pedro Díaz Martínez             | 1992–1995             | PAN              | |
| Francisco Pelayo García         | 1995–1997             | PAN              | |
| Salvador Pelayo García          | 01-01-1998–31-12-2000 | PRI              | |
| Saúl Llamas Romero              | 01-01-2001–31-12-2003 | PRI              | |
| Iván Manuel García Michel       | 01-01-2004–31-12-2006 | PAN              | |
| Carlos Antonio Pelayo García    | 01-01-2007–31-12-2009 | PRI              | Los resultados iniciales fueron revertidos en favor del PRI por una autoridad electoral superior, debido a trampas efectuadas por algunos integrantes del PAN en una casilla electoral |
| Moisés Domínguez Esparza        | 01-01-2010–30-09-2012 | PAN              | |
| Valentín Rodríguez Peña         | 01-10-2012–30-09-2015 | PRI PVEM         | Coalición "Compromiso por Jalisco" |
| Édgar Manuel Medina Reyes       | 01-10-2015–30-09-2018 | PAN              | |
| Moisés Brambila Pelayo          | 01-10-2018–05-03-2021 | MC               | |
| María Guadalupe Sánchez Zavalza | 01-10-2021–30-09-2024 | PRD              | |